# 文卡·拉马克里希南
文卡特拉曼·拉马克里希南爵士，OM，FRS（英語：Venkatraman Ramakrishnan，1952年4月1日—），英国结构生物学家，擁有美国籍，2009年诺贝尔化学奖得主之一。2015年9月，他被选为皇家学会会长。

## 生平
拉马克里希南出生于印度泰米尔纳德邦的吉登伯勒姆。1971年，取得印度巴罗达大学物理学理学学位；1976年，获得美国俄亥俄大学物理博士学位。1976-1978年在加利福尼亚大学圣迭戈分校攻读生物学研究生学位，1978-1982年在耶鲁大学化学系从事核糖体方面的博士后工作。
目前是英国医学研究理事会剑桥分子生物学实验室的资深科学家。2009年，与阿达·约纳特和托马斯·施泰茨因为对核糖体结构和功能的研究而共同获得2009年诺贝尔化学奖。

## 主要贡献
文卡特拉曼从1978年开始从事核糖体方面的研究，主要研究工作集中于核糖体中mRNA蛋白质的高保真性及其与蛋白质合成速度之间的平衡性，密码子/反密码子碱基配对，摇摆假设等方面。他在解析了小亚基及其与mRNA的复合物三维结构，特别是核糖体与mRNA以及不同的tRNA复合物结构后，提出了小亚基双重检查的分子尺机制。从而让核糖体研究得以精确测量一些数值。正是借此理论，他在2009年与阿达·约纳特和托马斯·施泰茨共同获得2009年诺贝尔化学奖。

## 荣誉

### 外国勋章奖章
- 旭日重光章（日本，2022年4月29日公布[5]）